# Circus Rotjeknor
Circus Rotjeknor is een jeugdcircus opgericht op 6 oktober 1992 door Johan Both en tegenwoordig gevestigd aan Veerlaan 19E Rotterdam. Het behoort tot de grootste circusscholen in Nederland.
Het initiatief was bedoeld om kindergroepen door middel van het circusspel elkaar te leren kennen. 'Wij spelen circus, want circus is ons spel' is dan ook een veel uitgesproken motto van dit Rotterdamse jeugdcircus. Er zijn ook activiteiten voor mindervalide jeugdigen.
Wekelijks oefenen er ruim 350 kinderen bij de circuslessen en worden er op diverse Rotterdamse scholen lessen in circuskunsten gegeven. Jaarlijks worden duizenden kinderen uit Rotterdam en omstreken met het circus in aanraking gebracht door projecten bij scholen of buurthuizen of door een van de vele andere activiteiten van Circus Rotjeknor.
Mede dankzij het circus is aan het Codarts, Hogeschool voor de Kunsten een hbo-opleiding gestart. Studenten aan het pabo en uit het mbo volgen tevens cursussen bij dit circus. Nationaal heeft het een voortrekkersrol in het circusvak. Circus Rotjeknor heeft nationaal en internationaal samenwerkingsverbanden.

## Bron
- Rotterdamse Raad voor Kunst en Cultuur, adviesrapport[dode link]